# Herbert Hübner
Herbert Hübner (6 de fevereiro de 1889 – 27 de janeiro de 1972) foi um ator de cinema alemão. Ele atuou em mais de 150 filmes entre 1921 e 1966. Nasceu na cidade de Breslávia, Alemanha (agora Breslávia (Wrocław), Polônia) e faleceu em Munique, Alemanha.

## Filmografia selecionada
- 1913: Auerbachs Keller
- 1920: Destinée
- 1920: Die Teppichknüpferin von Bagdad
- 1953: Vati macht Dummheiten
- 1953: Königliche Hoheit
- 1953: Die Gefangene des Maharadscha
- 1962: Bekenntnisse eines möblierten Herrn
- 1965: Die Herren
- 1965: Paris muss brennen!
- 1965: Die fromme Helene